# Goldziher Ignác

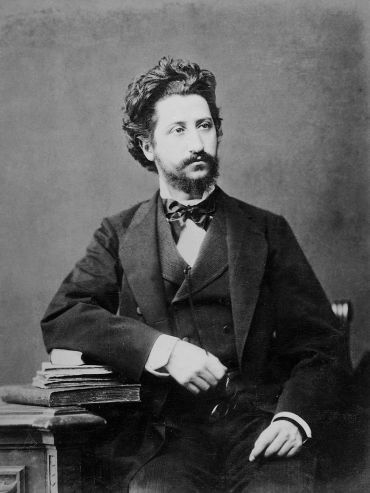
Goldziher Ignác

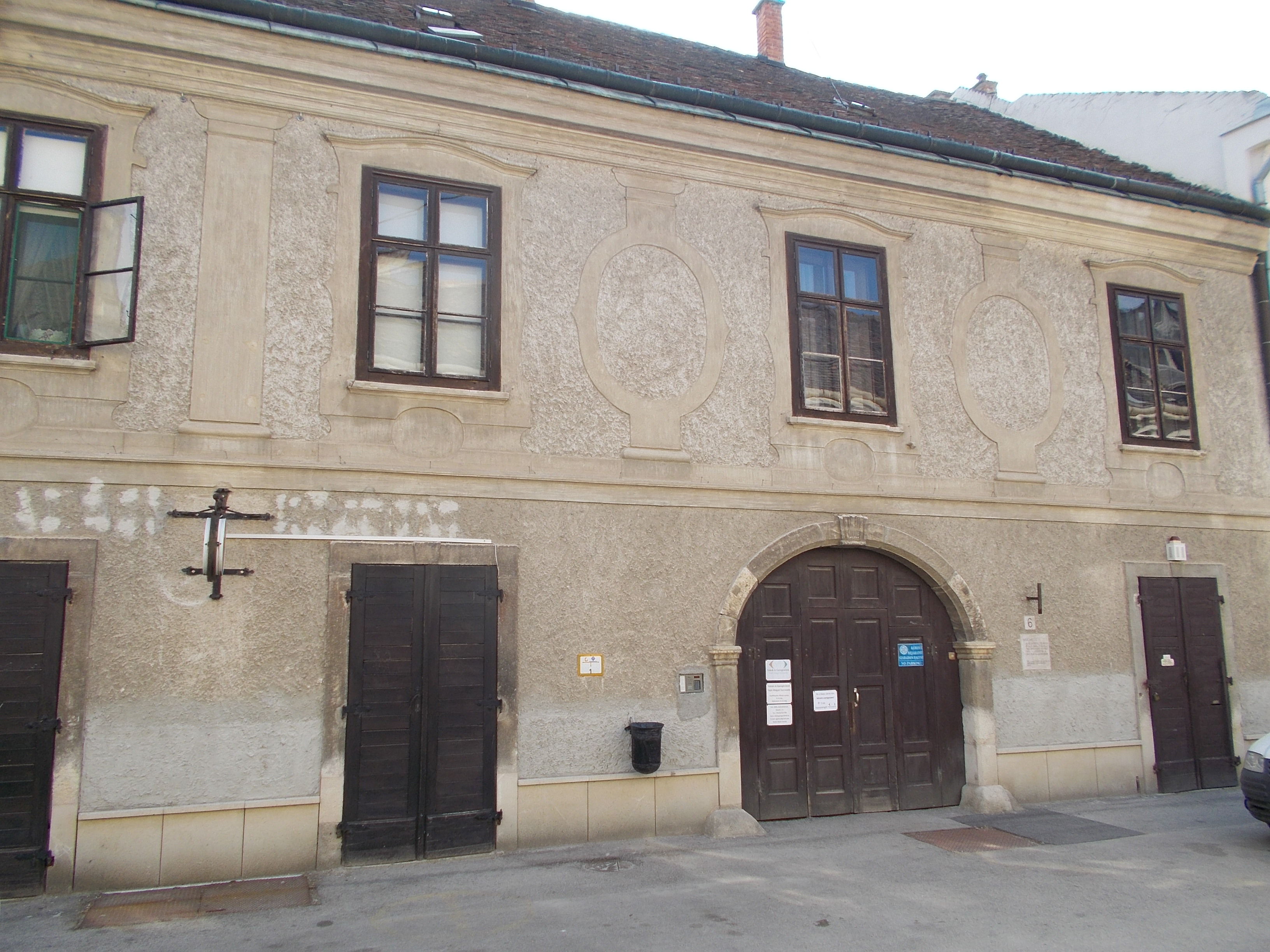
Székesfehérvári szülőháza

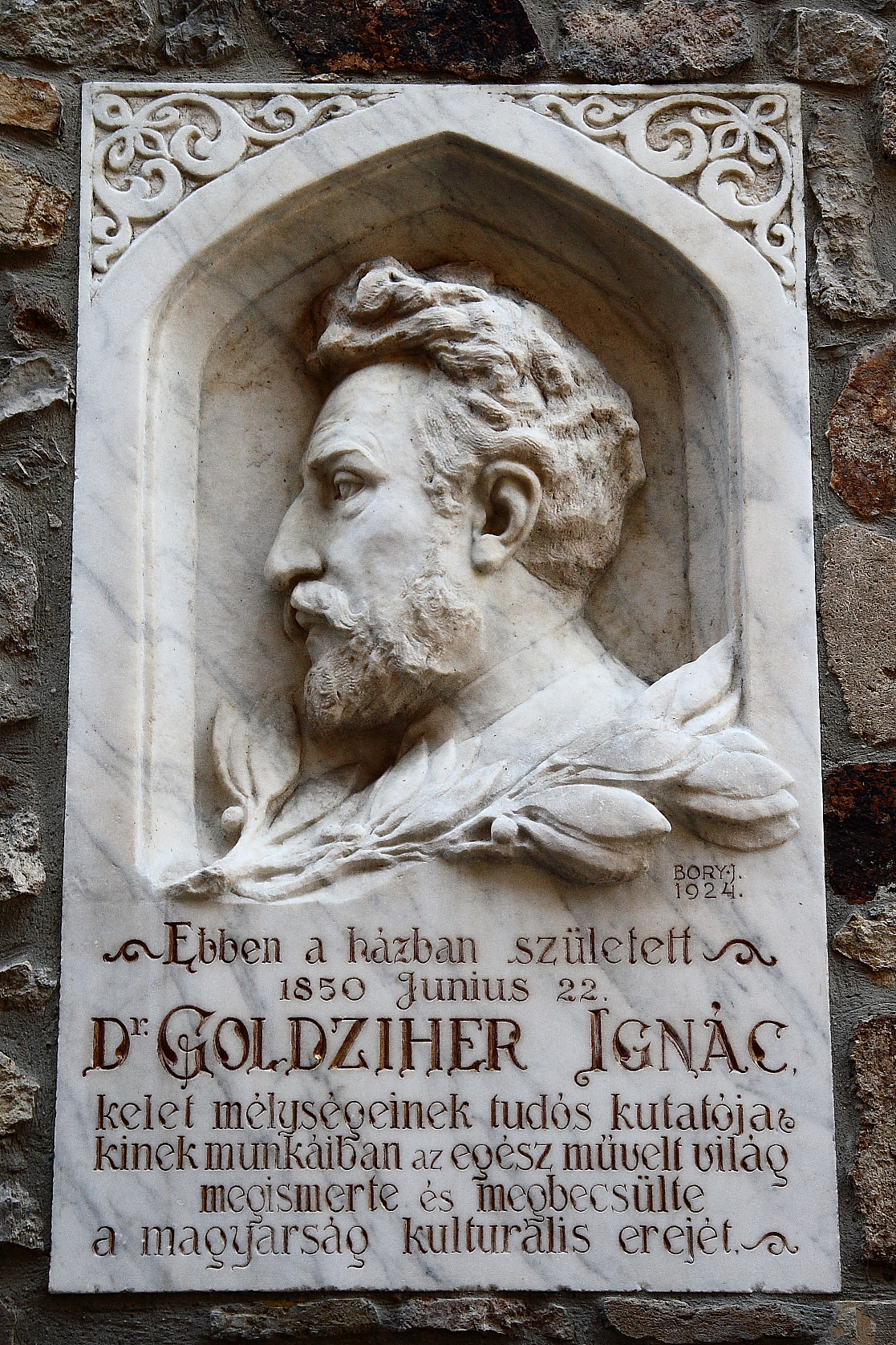
Emléktáblája szülőháza falán

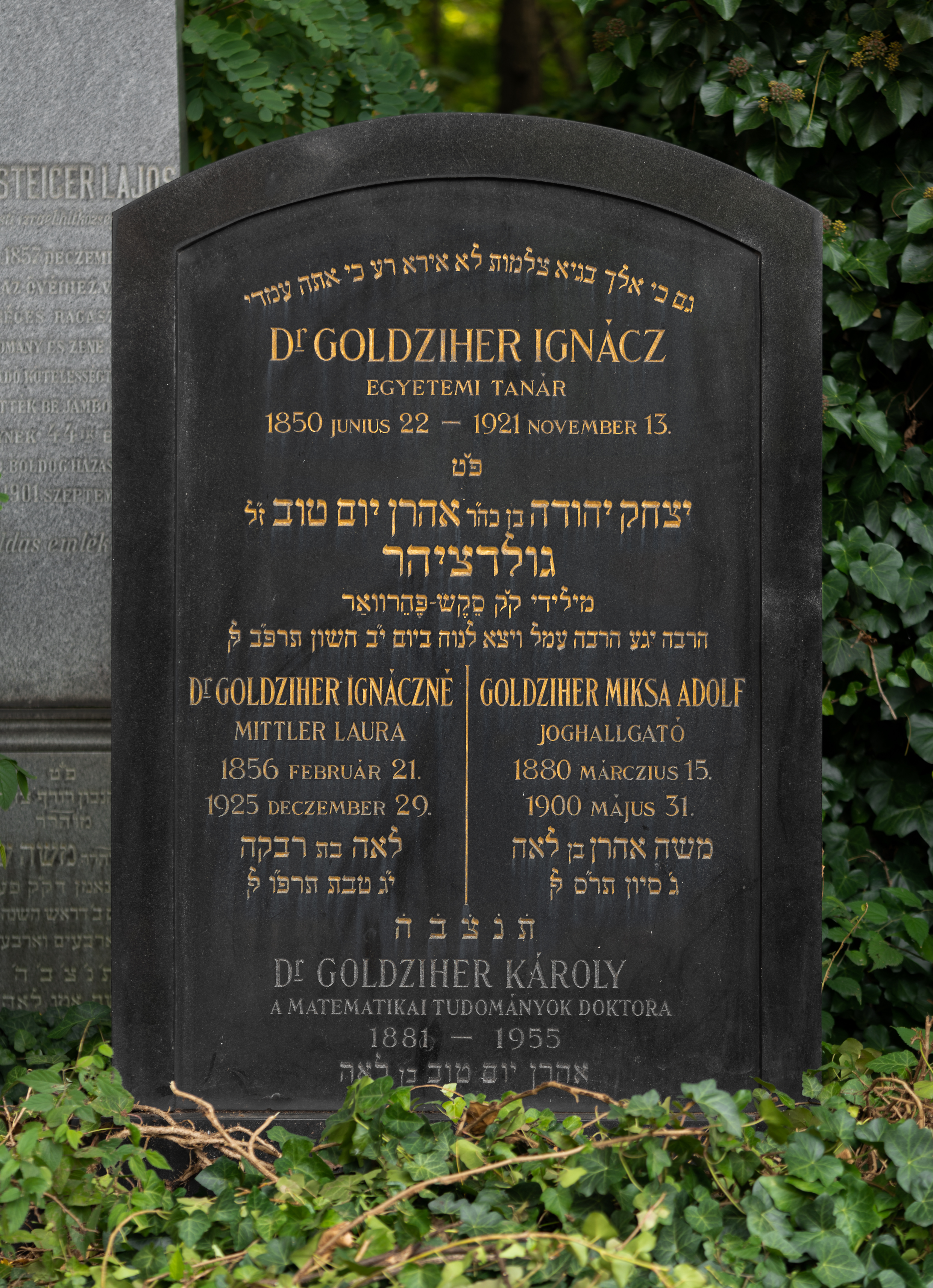
Goldziher Ignác és Goldziher Károly sírja Budapesten. Kozma utcai izraelita temető: 2-1-8.

Goldziher Ignác (Székesfehérvár, 1850. június 22. – Budapest, 1921. november 13.) magyar orientalista, egyetemi tanár, a budapesti izraelita hitközség titkára, a Magyar Tudományos Akadémia tagja.

## Életpályája
Zsidó származású családban született. Édesapja Goldziher Adolf kereskedő volt. Gimnáziumi tanulmányait a székesfehérvári cisztereknél végezte, de 16 éves korától a Pesti Királyi Tudományegyetemen) Vámbéry Ármin tanítványa volt. Felső tanulmányait Berlinben és Lipcsében folytatta; itt szerzett bölcsészdoktori oklevelet. 1872–73-ban állami ösztöndíjjal leideni és bécsi könyvtárak keleti kéziratai alapján gyűjtött anyagot későbbi dolgozatai számára. Oxfordban és Cambridge-ben is végzett kutatásokat. Itthon 22 évesen egyetemi magántanárnak habilitálták. 1873–74-ben báró Eötvös József kultuszminiszter jóvoltából állami ösztöndíjjal Szíriában, Palesztinában és Egyiptomban járt tanulmányúton. 1894-től az akkor már Budapesti Tudományegyetem nevű alma mátere bölcsészettudományi kara sémi filológiai tanszéke egyetemi tanára, 1874-től a Pesti Izraelita Hitközség titkára, 1900-tól az Országos Rabbiképző Intézet óraadó tanára volt.
Az orientalisták 1889. évi stockholmi nemzetközi kongresszusán II. Oszkár svéd király személyesen nyújtotta át neki a nagy aranyérmet, és a Wasa-rend jelvényeiben is részesítette. Ezenkívül a Medsidje-rendet is megkapta. 1904-ben az amerikai Saint Louis-i, 1913-ban az Uppsalai Egyetem meghívására tartott előadás-sorozatokat. A Magyar Tudományos Akadémia 1876. június 8-án levelező, 1892. május 5-én rendes tagjává fogadta. Tagja volt a Holland Keleti Társulatnak és több tudományos intézetnek, 1893-tól tiszteleti tagja az angol Royal Asiatic Societynek. Összesen nyolc külföldi akadémia választotta tagjául, két egyetem díszdoktorául. Számos nemzetközi szakmai folyóirat munkájában vett részt.

## Kutatási területe
Kora egyik legnagyobb sémi filológusa volt. Megalapította a modern, kritikai módszerekkel dolgozó iszlámtörténeti kutatásokat, az iszlám vallási eszmék fejlődését vizsgálta. Vizsgálati módszerének egyik jellemzője az iszlám előzményeiről, kialakulásáról és továbbfejlődéséről szóló források és vélemények együttes ismertetése volt.
Az általános vallástörténet szempontjából legjelentősebb, a régi héber társadalom és mitológiai hagyomány kapcsolatáról írt korai munkájában Goldziher az evolucionista és a szimbolikus- mitológiai irányzat egyeztetésére tett kísérletet, és lényegében a szigorú történeti kritika eszközeit alkalmazta a biblikus vallási hagyomány vizsgálatában, egyben pedig vitába szállt Ernest Renan a sémi népek igazi mitológiai-vallási kreativitását kétségbe vonó nézeteivel.
Későbbi, javarészt német nyelvű és elsőként Németországban megjelent munkái zömében az európai iszlámtudomány megteremtésén fáradozva Goldziher alapvető megállapításokra jutott a Korán belső fejlődése, az iszlám és a zsidó-keresztény hagyomány viszonya, a muszlim hagyomány és írásmagyarázat fejlődése tárgyában. Beható tanulmányokat szentelt ezen túl olyan témáknak, mint a muszlim hittudomány fejlődése, az iszlám szektáinak és irányzatainak históriája, az arab költészet értékeinek feltárása. Mint a zsidó tudományoknak is jelentős művelője, Goldziher számos munkát szentelt a zsidóság önértelmezésével összefüggő vallástörténeti kérdések feltárásának, elméleti írásaiban pedig az összehasonlító vallástudomány evolúciós irányzatának filológiailag megalapozott kritikai szemlélete mellett foglalt állást, és sokat tett a modern vallástudományi szemlélet magyarországi megismertetéséért is.

## Művei
- Studien über Tanchûm Jerûschalmi. Lipcse, 1870
- Beiträge zur Geschichte der Sprachgelehrsamkeit bei den Arabern (Bécs, 1871–73) 1871 1872 1873
- A héber nyelv elemi tankönyve. Ballagi Mórtól. Második, átdolgozott kiadását eszközölte. Pest, 1872
- Zur Charakteristik Gelâl Ud-Dîn Us-Sujûtî’s und seiner literarischen Thätigkeit. Bécs, 1872
- A nemzetiségi kérdés az araboknál. Bpest, 1873 (Értek. a nyelv- és széptud. kör. III. 8.)
- Jelentés a Magyar T. Akadémia könyvtára számára keletről hozott könyvekről, tekintettel a nyomda viszonyokra keleten (Budapest, 1874)
- Beiträge zur Literaturgeschichte der Shia und der sunnitischen Polemik. Bécs, 1874
- Der Mythos bei den Hebräern und seine geschichtliche Entwicklung (Lipcse, 1876)
- A spanyolországi arabok helye az iszlám fejlődése történetében összehasonlítva a keleti arabokéval. Székfoglaló. Értek. a ny. és sz. kör. VI. 4. (Budapest, 1877)
- A nyelvtudomány történetéről az araboknál. Irodalomtörténeti kísérlet. Bpest, 1878 (Különnyomat a Nyelvtud. Közleményekből)
- A magyar nemzeti múzeum arab, persa és török kéziratainak ismertetése. Budapest, 1880 (Magyar Könyv-Szemle) 1.-2.
- Az iszlám. Tanulmányok a muhamedán vallás története köréből. Budapest, 1881)
- A muhammedán jogtudomány eredetéről (Budapest, 1884)
- Die Zâhiriten, ihr Lehrsystem und ihre Geschichte. Beitrag zur Geschichte der muhammedanischen Theologie. Lipcse, 1884 Online
- Le culte des ançêtres et le culte des morts ches les Arabes. Párizs, 1885
- Palaestina ismeretének haladása az utolsó három évtizedben (Budapest, 1886)
- Mohammedanische Studien (I–II. Halle an der Saale, 1889–90)
- Emlékbeszéd Fleischer Leberecht Henrik felett. Halle a.d.S., 1889 (Emlékbeszédek V. 4. sz.)
- Der Dîwân des Garwal b. Aus Al-Hutej'a. Lipcse, 1892–1893 ( Zeitschrift der Deutschen Morgenländischen Gesellschaft, 46.)
- Sâlih b. Abd al-Kuddûs und das Zindikthum während der Regierung des Chalifen Al-Mahdi. London, 1892  Transactions of the ninth International Congress of Orientalists
- A pogány arabok költészetének hagyománya (Budapest, 1893. Székfoglaló Értekezés a ny. és szépt. kör. XVI. 2. sz.)
- Renan mint orientalista. Emlékbeszéd Bpest, 1894 (Emlékbeszédek VIII. 2.)
- A történetírás az arab irodalomban; MTA, Budapest, 1895
- Abhandlungen zur arabischen Philologie (I–II. Leiden, 1896–99)
- Az iszlám. Emlékszerű adatok, egykorú kútfők és szakmunkák felhasználásával; in: Nagy képes világtörténet; Révai, Budapest, 1900 (hasonmás: Anno, Budapest, 2000)
- A buddhismus hatása az iszlámra (Budapest, 1903)
- Emlékbeszéd gróf Kuun Géza tiszt. és igazgató tag felett; Akadémia, Budapest, 1907 (A Magyar Tudományos Akadémia elhunyt tagjai fölött tartott emlékbeszédek)
- Uri János (Budapest, 1908)
- Adrien C. Barbier de Meynard és Michael Jan de Goeje külső tagok emlékezete; Akadémia, Budapest, 1909 (A Magyar Tudományos Akadémia elhunyt tagjai fölött tartott emlékbeszédek)
- Vorlesungen über den Islam (Heidelberg, 1910) II. kiadás, 1925
- Előadások az iszlámról (Budapest, 1912 és 2008) (A Magyar Tudományos Akadémia Könyvkiadó Vállalata)
- A Koránmagyarázás különféle irányairól (Budapest, 1912)
- Az iszlám újabb alakulásai. Tanulmány az iszlám vallástudomány köréből; Athenaeum, Budapest, 1912 (Modern Könyvtár)
- Vámbéry Ármin tiszt. tag emlékezete; Akadémia, Budapest, 1915 (A Magyar Tudományos Akadémia elhunyt tagjai fölött tartott emlékbeszédek)Goldziher Ignác emléktáblája Budapesten, a Holló utca 4. homlokzatán.

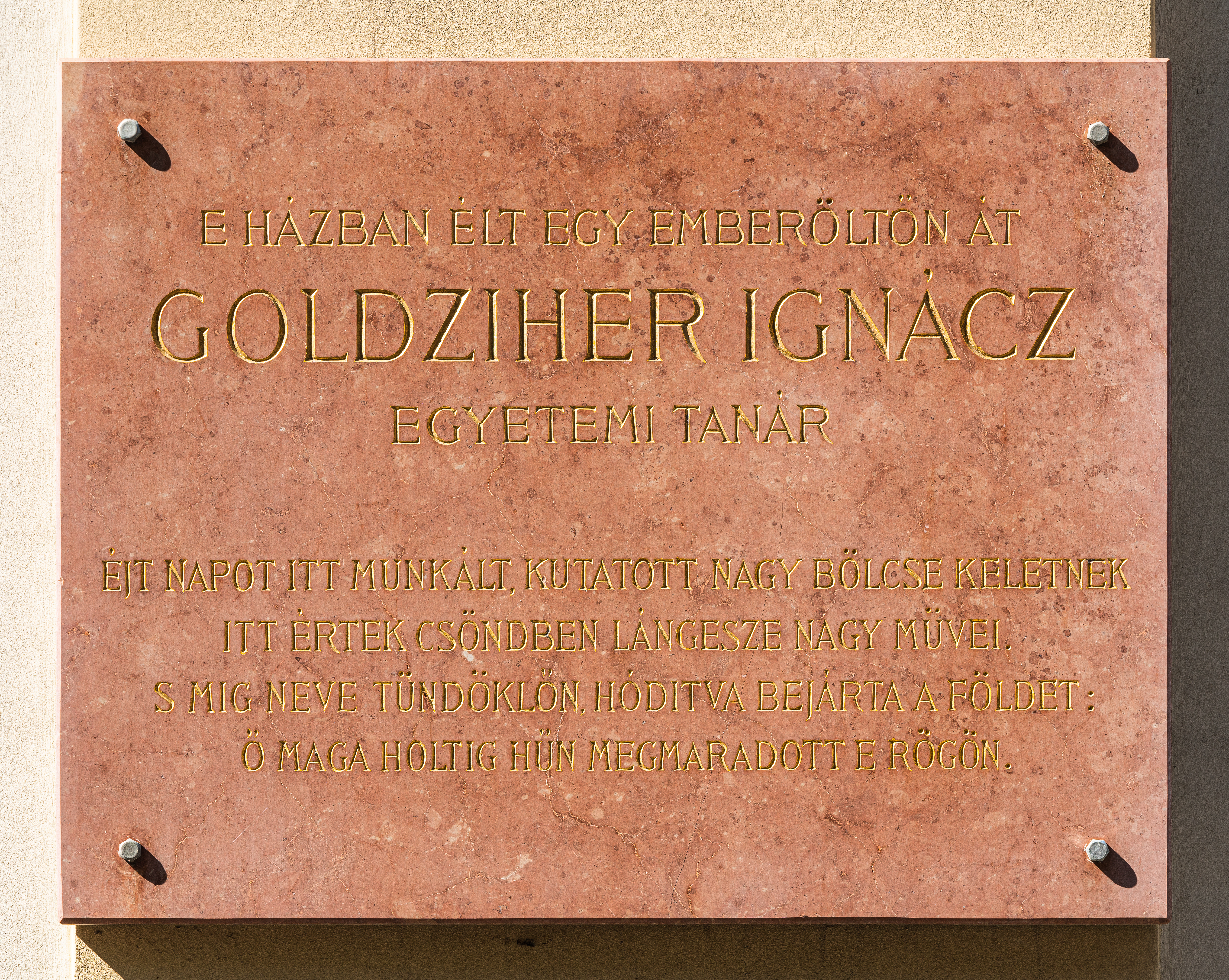
Goldziher Ignác emléktáblája Budapesten, a Holló utca 4. homlokzatán.

- Stellung der alten islamischen Orthodoxie zu den antiken Wissenschaften; Akademie, Berlin 1916 (Abhandlungen der Königlich Preussischen Akademie der Wissenschaften)
- A zsidóság lényege és fejlődése (I–II. Budapest, 1919)
- Études sur la tradition islamique; franciára ford. Léon Bercher; Adrien-Maisonneuve, Paris 1952 (Initiation à l'Islam)
- Die Richtungen der islamischen Koranauslegung an der Universität Upsala gehaltene Olaus-Petri-Vorlesungen; Brill, Leiden 1952 (De Goeje-Stiftung Veröffentlichungen)
- Le dogme et la loi de l'Islam. L'histoire du développement dogmatique et juridique de la religion musulmane; franciára ford. Félix Arin; Geuthner, Párizs, 1958
- Études islamologiques; franciára ford. G. H. Bousquet; Brill, Leiden, 1962
- A short history of classical Arabic literature; angolra ford., jav., bőv. Joseph Desomogyi; Olms, Hildesheim, 1966
- Gesammelte Schriften, 1-6.; szerk. Joseph Desomogyi; Olms, Hildesheim, 1967–1973
- Die Zahiriten, ihr Lehrsystem und ihre Geschichte. Ein Beitrag zur Geschichte der muhammedanischen Theologie; előszó Joseph Desomogyi; Olms, Hildesheim, 1967
- Tagebuch; szerk. Alexander Scheiber; Brill, Leiden, 1978
- Az iszlám Tanulmányok a mohamedán vallás történetéből; vál., szerk., bibliográfia, jegyz. Vass Előd; Magvető, Budapest, 1980 (Magyar hírmondó)
- Introduction to Islamic theology and law; angolra ford. András Hámori, Ruth Hámori, bev., jegyz. Bernard Lewis; Princeton University Press, Princeton, 1981 (Modern classics in Near Eastern studies)
- Az arabok és az iszlám: válogatott tanulmányok | The Arabs and Islam (Budapest, 1995)
- Patai, Raphael: Ignaz Goldziher and his Oriental diary. A translation and psychological portrait (Tagebuch, Napló); angolra ford., bev. Patai Rafael; Wayne State University, Detroit, 1987
- Az iszlám kultúrája Művelődéstörténeti tanulmányok, 1-2.; vál., szerk., tan., jegyz. Simon Róbert, életrajz, bibliográfia Scheiber Sándor, ford. Dávid Gábor Csaba et al.; Gondolat, Budapest, 1981 (Társadalomtudományi könyvtár)
- Napló; vál., sajtó alá rend., előszó, jegyz. Scheiber Sándor, ford. Scheiber Sándorné Bernáth Lívia; Magvető, Budapest, 1985 (Tények és tanúk)
- On the history of grammar among the Arabs. An essay in literary history; angolra ford., szerk. Dévényi Kinga, Iványi Tamás; Benjamins, Amszterdam, 1994 (Amsterdam studies in the theory and history of linguistic science. Series III. Studies in the history of the language sciences)
- Az arabok és az iszlám. Válogatott tanulmányok, 1-2.; szerk. Ormos István; MTAK–KCST, Budapest, 1995
- A zsidóság lényege és fejlődése; összeáll. Kőbányai János, szerk., jegyz., ford. Zsengellér József; Múlt és Jövő, Budapest, 2000 (Zsidó tudományok)
- A buddhizmus hatása az iszlámra; Aus dem Tagebuch, 1900; Shark Print, Kaposvár, 2000 (Editio plurilingua)
- Az arab irodalom rövid története kezdetektől a XIX. századig; szerk. Dévényi Kinga, Iványi Tamás; KCST, Budapest, 2002 (Keleti nyelvek kincsestára)
- Sur l'islam. Les origines de la théologie musulmane; bev. Rémi Brague; Desclée de Brouwer, Párizs, 2003
- Mítosz a hébereknél és történelmi fejlődése. Mitológiai és vallástörténeti tanulmányok; ford. Szegedi János; Paulus Hungarus–Kairosz, Budapest, 2003
- Előadások az iszlámról; ford. Kőrös László, jegyz. Németh Pál; Katalizátor, Budapest, 2008
- A klasszikus arab irodalom története; sajtó alá rend., bev., mutatók Dévényi Kinga; MTAK, Budapest, 2013 (Keleti tanulmányok)
- Cikkei a REAL-ban

## Emlékezete
- Székesfehérvári szülőházának falán emléktábla őrzi emlékét
- A szülőháza melletti köz az ő nevét viseli
- Sírja Budapesten, a Kozma utcai izraelita temetőben található
- Goldziher Ignác az európai iszlámtudományok megteremtője (magyar nyelven). Goldziher Ignác Emlékoldal. (Hozzáférés: 2022. december 22.)

## Lásd még
- Magyar akadémikusok listája